# Mossatjärnen, Västergötland
Mossatjärnen är en sjö i Alingsås kommun i Västergötland och ingår i Göta älvs huvudavrinningsområde.